# Debbie Boostrom
Debora Boostrom, detta Debbie (Peoria, 23 giugno 1955 – Florida, 29 luglio 2008), è stata una modella statunitense, posò per la rivista Playboy come Playmate del mese di agosto 1981. Fu fotografata da Mario Casilli.

## Biografia
Visse in Florida nel momento in cui fu chiamata da Playboy. Poi si trasferì in Kansas, quando sposò un commerciante di birra che viveva lì, ma dopo il divorzio ritornò in Florida. Lì iniziò a lavorare come disegnatrice di gioielli e facendo qualche spot commerciale per la televisione.
Venne ritrovata morta in casa sua il 29 luglio 2008, con un colpo d'arma da fuoco alla testa, la ragione della morte fu suicidio. La ragione di tale atto va a ricercarsi nel fatto che Debbie aveva un cancro terminale al seno.